# Protodiakon

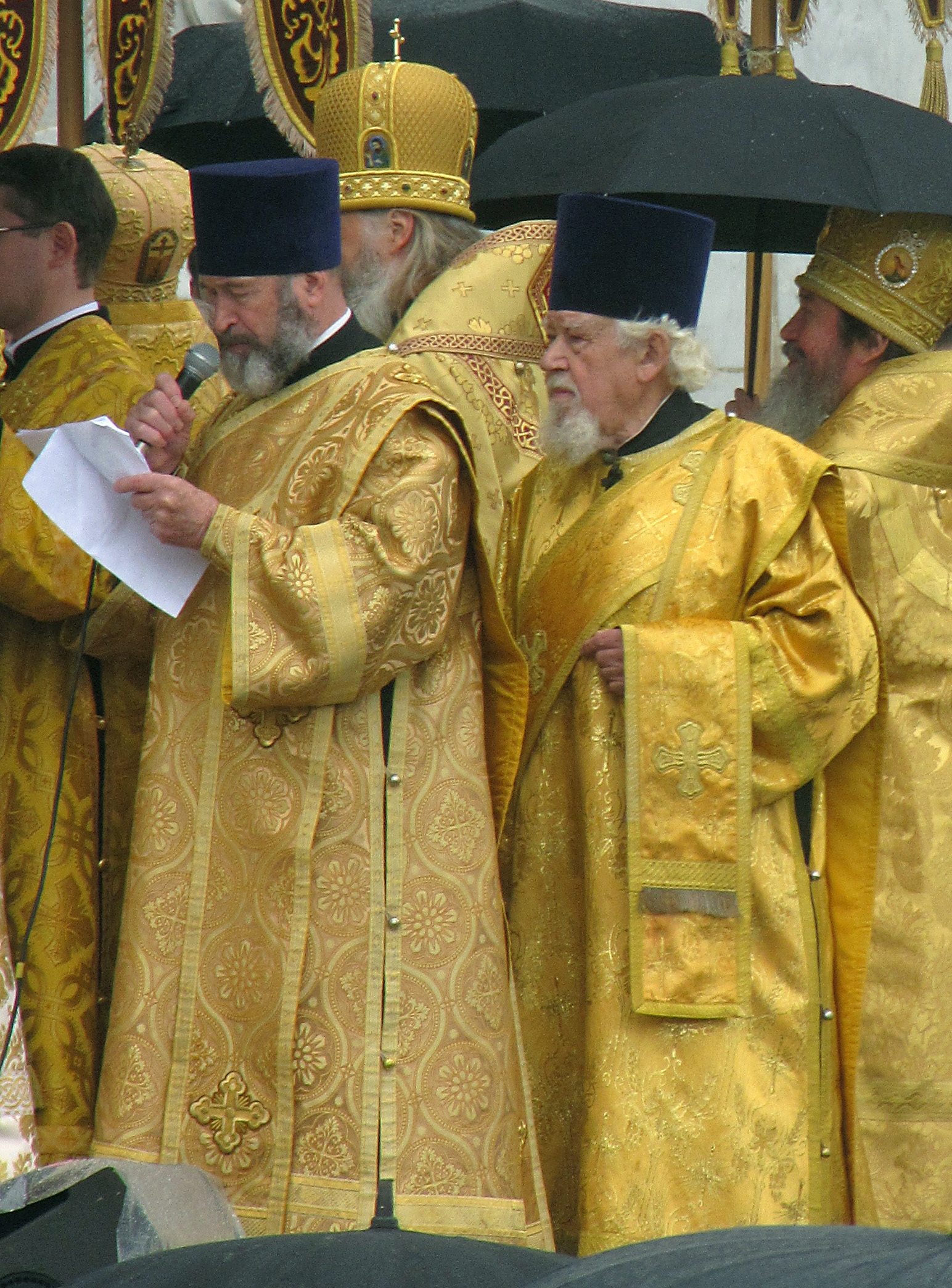
Procesja duchowieństwa Rosyjskiego Kościoła Prawosławnego z udziałem protodiakona Władimira Nazarkina (po lewej) oraz archidiakona Andrieja Mazura.

Protodiakon (gr. proto „pierwszy” + diákonos „diakon”) – kościelny tytuł honorowy, pierwszy wśród diakonów danej diecezji.

## Kościoły wschodnie
W Kościołach prawosławnych i w Katolickich Kościołach wschodnich jest to honorowy tytuł, który diakoni uzyskują w formie nagrody za posługę.
Historycznie pierwszym protodiakonem był św. Szczepan, lider siedmiu diakonów jerozolimskich, któremu tradycja wschodnia przypisuje również tytuł archidiakona.
Współcześnie protodiakon przewodzi diakonom podczas nabożeństw celebrowanych przez biskupów. Jego szaty liturgiczne charakteryzują się podwójnym orarionem z wyszytym napisem „Święty, Święty, Święty”.

## Kościół zachodni

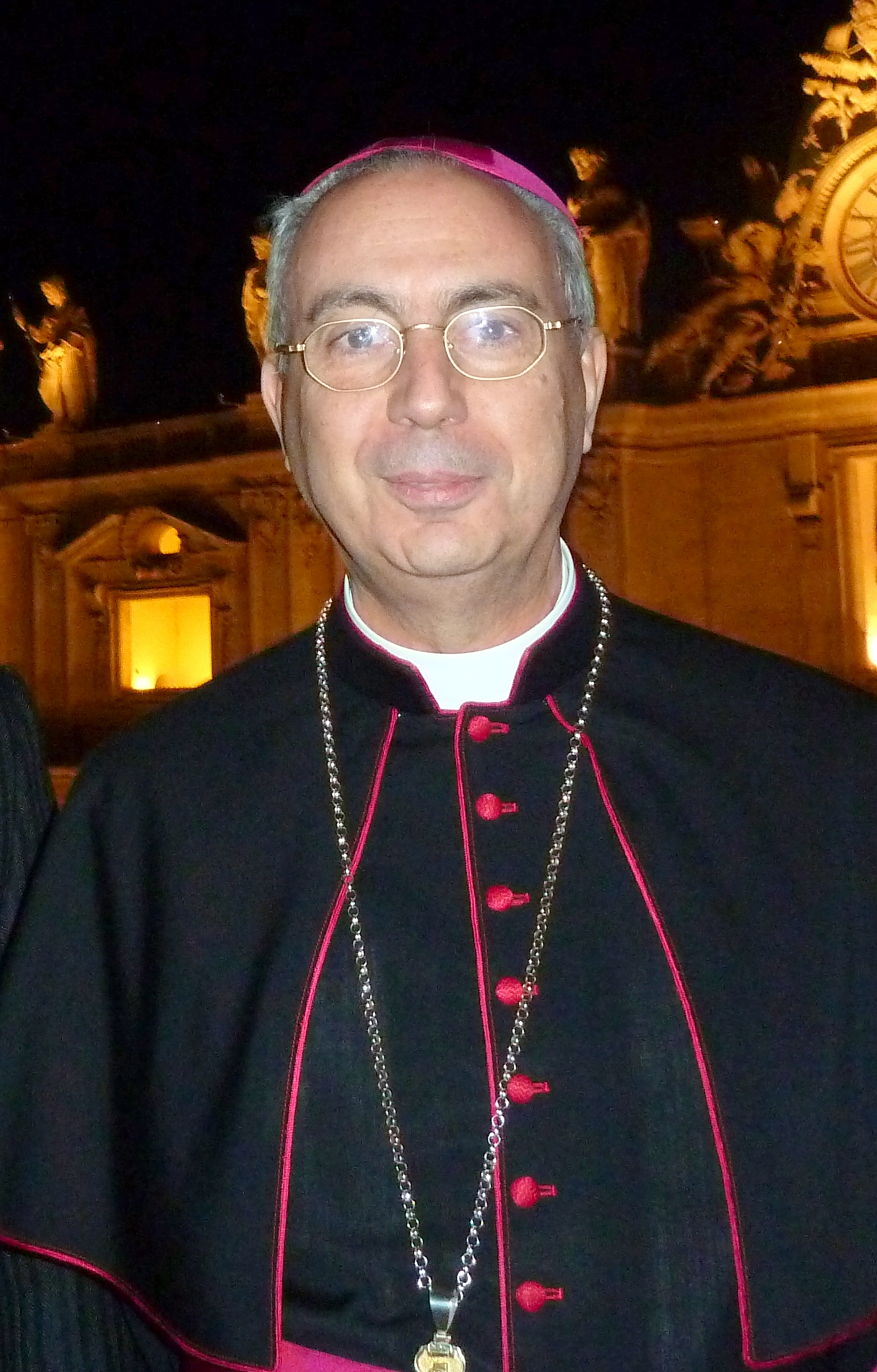
Obecny kardynał protodiakon Dominique Mamberti

W Kościele zachodnim urząd protodiakona występuje w praktyce wyłącznie w diecezji rzymskiej, gdzie funkcjonuje jako tytuł protodiakona Kolegium Kardynalskiego.

### Protodiakon Kolegium Kardynalskiego
Tytuł kardynała protodiakona przysługuje w Rzymie najstarszemu nominacją kardynałowi z rzędu kardynałów diakonów.
Kardynał protodiakon po zakończonym konklawe ogłasza imię nowo wybranego papieża z balkonu bazyliki św. Piotra. On także przedstawia papieżowi arcybiskupów metropolitów podczas ceremonii wręczania paliuszy. Do 1963 roku kardynał protodiakon koronował nowego papieża tiarą podczas inauguracji pontyfikatu.
Obecnym kardynałem protodiakonem jest Dominique Mamberti, który sprawuje tę funkcję od 28 października 2024.